# Abraham Scholl (Meier)
Abraham Scholl (getauft am 16. Oktober 1700 in Biel, heimatberechtigt ebenda; † 7. März 1772 ebenda) war ein Schweizer Offizier und Bieler Meier.

## Leben
Abraham Scholl war der Sohn des gleichnamigen Stadtschreibers und der Anna Barbara geborene Wyttenbach. Er heiratete 1728 Johanna Magdalena Chemilleret, die 1752 starb, und fünf Jahre später Anne-Marguerite, Tochter des Jean-Philippe de Treytorrens. Sein Neffe Gottfried Scholl war Offizier und Berner Grossrat, sein Grossvater Abraham Scholl (1629–1690) war Bürgermeister und Gesandter zur Tagsatzung.
Scholl diente in französischen Diensten in den Regimentern Besenval, Bettens und Jenner. In seine Heimatstadt zurückgekehrt, übte er von 1745 bis 1747 das Amt des Säckelmeisters aus. Bis zu seinem Tod am 7. März 1772 diente er anschliessend dem Fürstbischof von Basel als Meier von Biel. Dieser belohnte seine Dienste mit der Ernennung zum Hofrat.

## Belege
1. 1 2  Chantal Greder-Fournier: Abraham Scholl. In: Historisches Lexikon der Schweiz.
2. ↑  Christoph Zürcher: Gottfried Scholl. In: Historisches Lexikon der Schweiz.
3. ↑  Chantal Greder-Fournier: Abraham Scholl. In: Historisches Lexikon der Schweiz.

| Personendaten    | Personendaten                     |
| ---------------- | --------------------------------- |
| NAME             | Scholl, Abraham                   |
| KURZBESCHREIBUNG | Schweizer Säckelmeister und Meier |
| GEBURTSDATUM     | 16. Oktober 1700                  |
| GEBURTSORT       | Biel, Schweiz                     |
| STERBEDATUM      | 7. März 1772                      |
| STERBEORT        | Biel, Frankreich                  |